# Consolidated PB2Y Coronado
PB2Y Coronado là một loại tàu bay ném bom tuần tra cỡ lớn, do hãng Consolidated Aircraft thiết kế.

## Biến thể

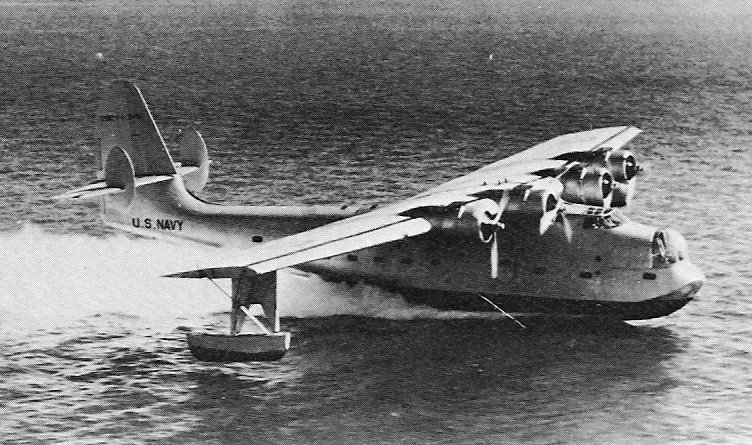
Mẫu thử XPB2Y-1 năm 1938.

XPB2Y-1
PB2Y-2
XPB2Y-3
PB2Y-3
PB2Y-3B
PB2Y-3R
XPB2Y-4
XPB2Y-5
PB2Y-5
PB2Y-5R

## Quốc gia sử dụng
Anh Quốc
- Không quân Hoàng gia

 Hoa Kỳ
- Hải quân Hoa Kỳ

## Tính năng kỹ chiến thuật (PB2Y-5)
Dữ liệu lấy từ Jane's Fighting Aircraft of World War II
Đặc điểm tổng quát
- Kíp lái: 10
- Chiều dài: 79 ft 3 in (24,2 m)
- Sải cánh: 115 ft 0 in (35 m)
- Chiều cao: 27 ft 6 in (8,4 m)
- Diện tích cánh: 1.780 ft² (165 m²)
- Trọng lượng rỗng: 40.850 lb (18.530 kg)
- Trọng lượng cất cánh tối đa: 66.000 lb (30.000 kg)
- Động cơ: 4 × Pratt & Whitney R-1830-92, 1.200 hp (900 kW)  mỗi chiếc

 Hiệu suất bay 
- Vận tốc cực đại: 194 mph (168 knot, 310 km/h)
- Vận tốc hành trình: 170 mph (148 knot, 272 km/h)
- Tầm bay: 1.070 mi (930 hải lý, 1.720 km) tại vận tốc 131 mph (210 km/h)
- Trần bay: 20.500 ft (6.250 m)

Trang bị vũ khí

- Súng: 

  - 8× súng máy M2 Browning.50 in (12,7 mm)
- Bom: 

  - 2× ngư lôi Mark 13 hoặc
  - 12.000 lb (5.400 kg) bom